# Izumo-taisha
Izumo-taisha (出雲大社, aussi nommé Izumo no ōyashiro) est un des plus anciens et des plus importants sanctuaires shinto du Japon. Son nom signifie « le grand sanctuaire d'Izumo », la ville où il est situé.
Ce sanctuaire est dédié au kami Ōkuninushi-no-mikoto. Il a donné son nom au style d'architecture Taisha-zukuri. Le sanctuaire Izumo et les bâtiments situés autour sont classés trésor national. Les déités de Kotoamatsukami, c'est-à-dire Ame-no-Minakanushi, Takamimusubi-no-kami, Kamimusubi-no-kami et Amaterasu sont également vénérés, quoiqu'au second plan depuis que la lignée Senge des Gūji d'Izumo a décrété leur séparation d'avec le shintoïsme d'État, centré autour de l'empereur.
La date de la fondation  du sanctuaire remonterait au VIIe siècle. Le bâtiment actuel du pavillon principal a été construit en 1744. Sa hauteur est de 24 mètres environ, taille exceptionnelle pour un sanctuaire shintô. D'après les archéologues (et selon la tradition), le pavillon principal devait être encore plus élevé à ses origines. Cette thèse a été accréditée par la récente découverte de gros piliers aux abords immédiats du pavillon actuel.
Le sanctuaire a connu un sengū, cérémonie pendant laquelle la divinité est déménagée dans un sanctuaire temporaire à proximité pour permettre des réparations ou la reconstruction du sanctuaire, à peu près tous les soixante ans depuis 1609, au début de l’époque d'Edo.
Les dieux, ou kamis, sont censés se rassembler au mois d'octobre, appelés traditionnellement kannazuki ou kaminashizuki, « mois sans dieu », au sanctuaire pour leur réunion annuelle. D’ailleurs, dans la région d’Izumo, ce mois s’appelle kamiarizuki, « le mois des dieux présents ».

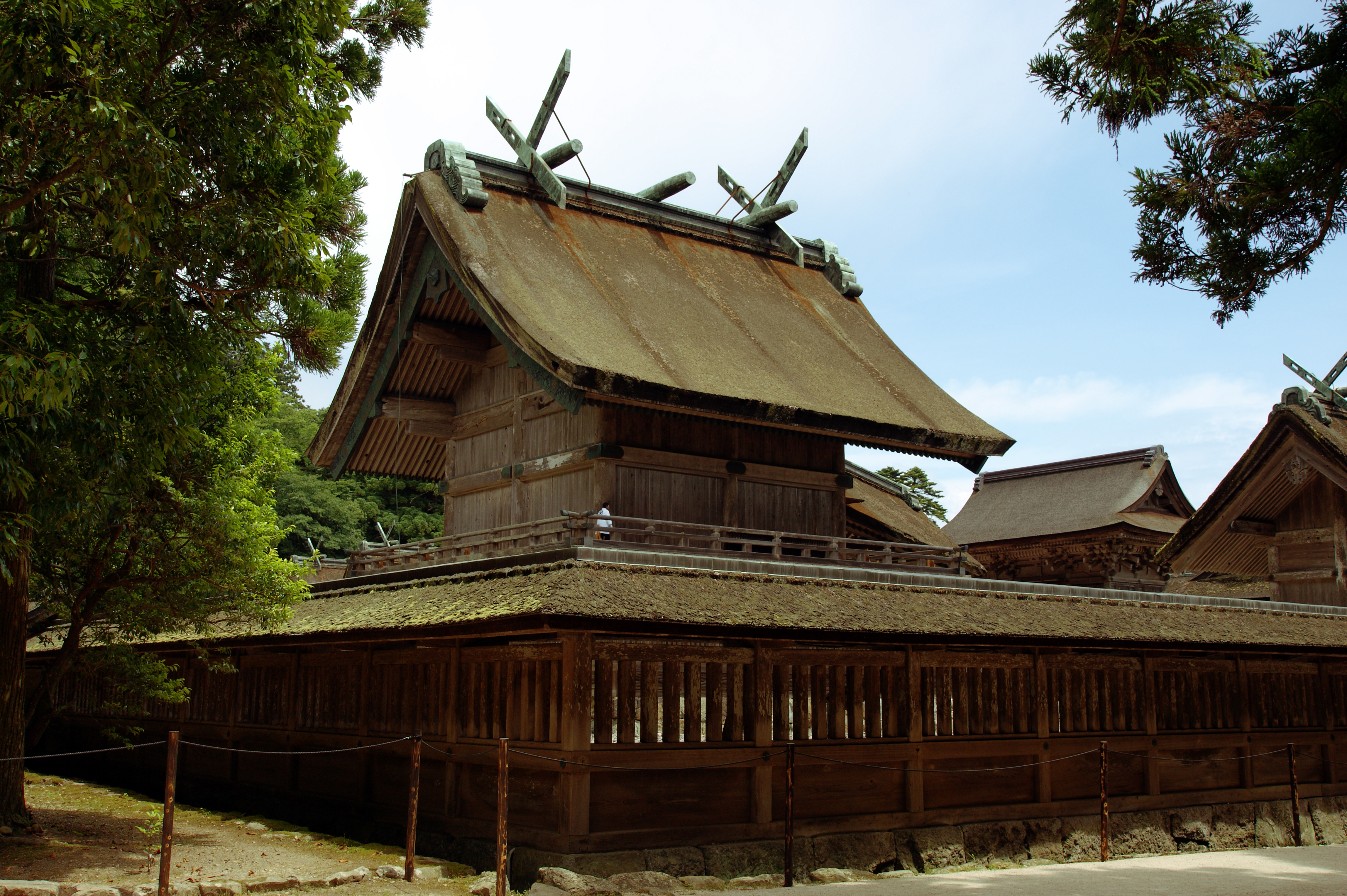
Honden du sanctuaire.
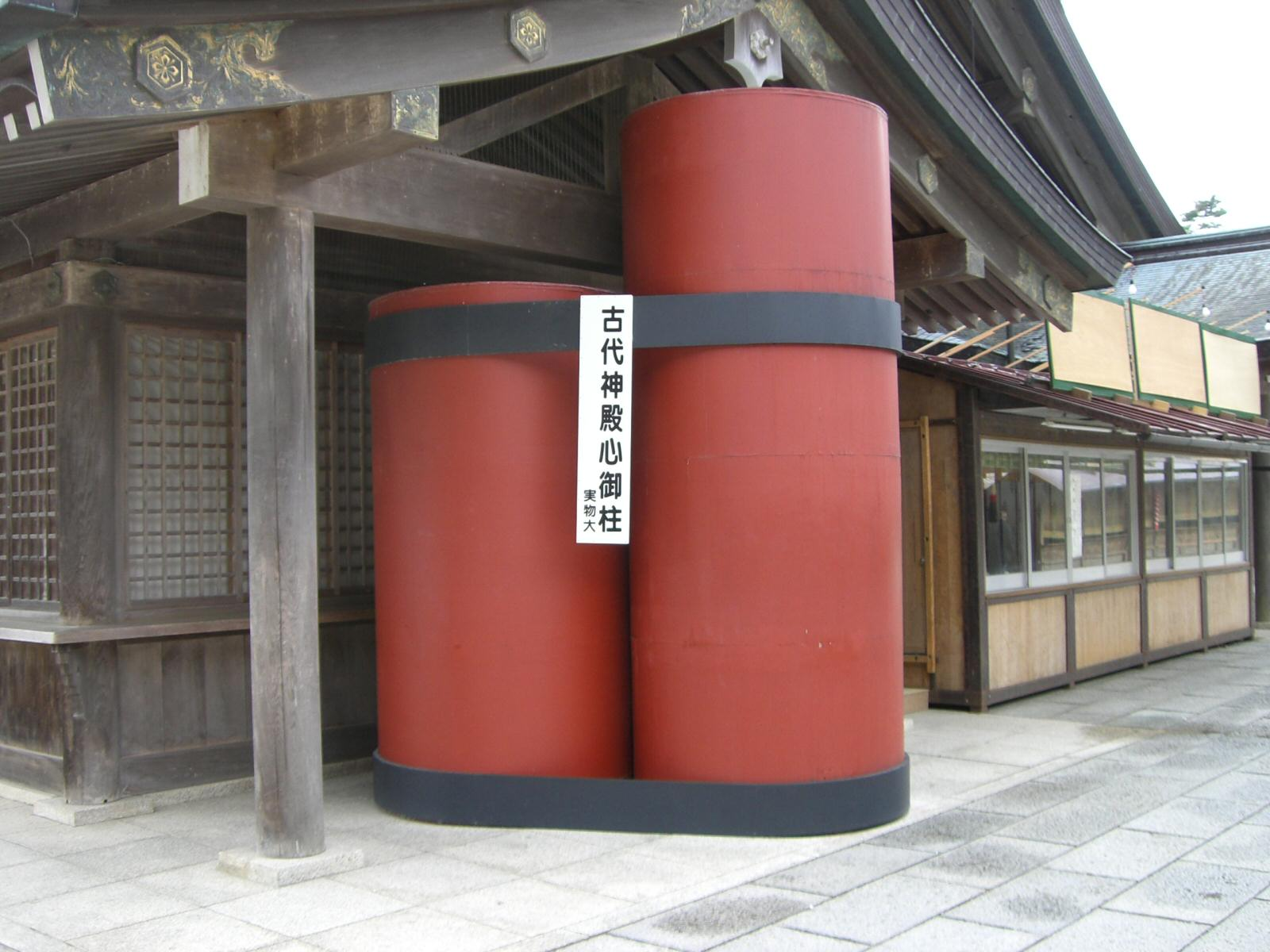
Réplique des piliers de l'ancien sanctuaire.
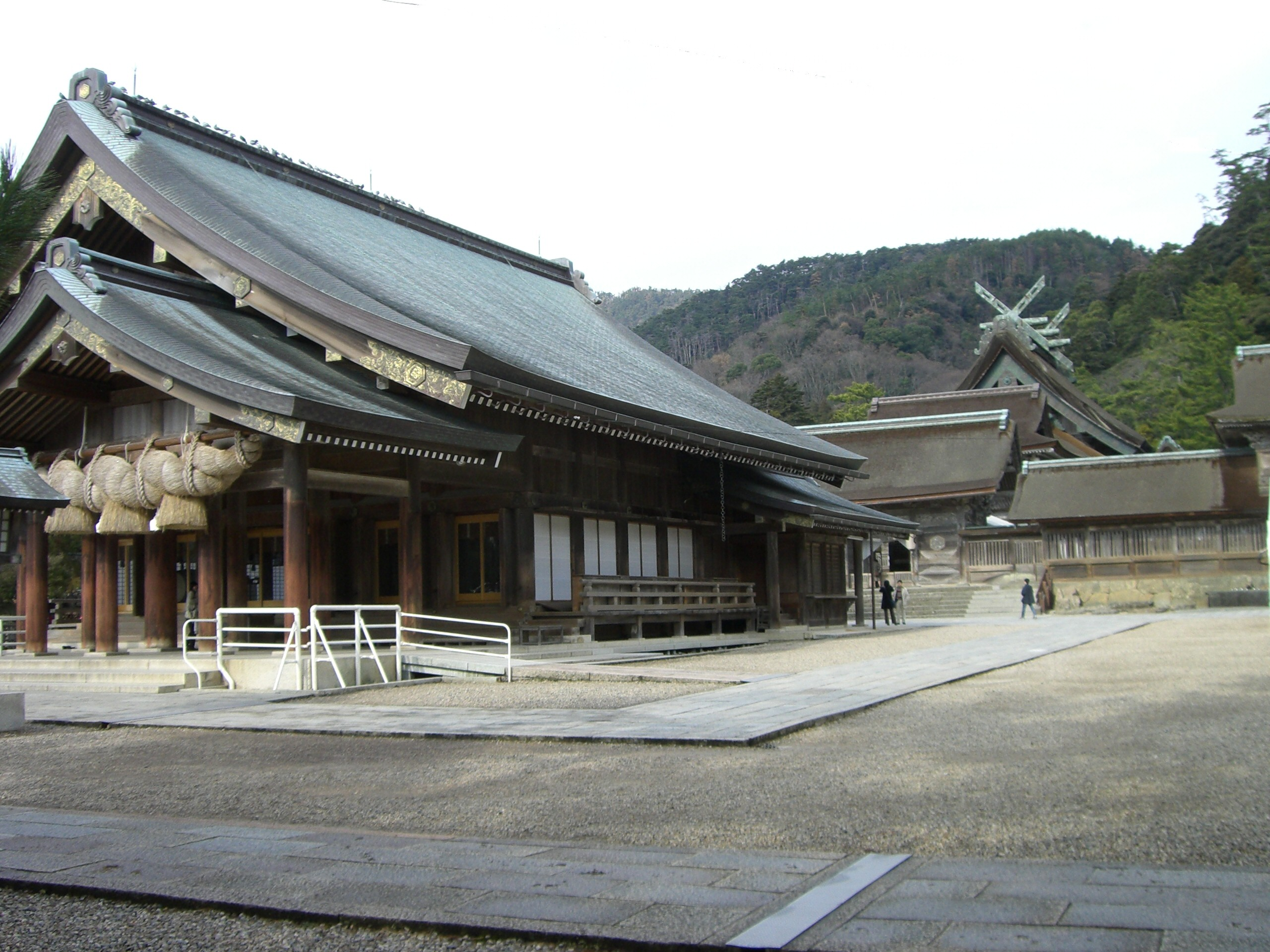
Derrière le haiden.